# Пустинь (Ленінградська область)
Пустинь (рос. Пустынь) — присілок у Лузькому районі Ленінградської області Російської Федерації.
Населення становить 0 осіб. Належить до муніципального утворення Толмачовське міське поселення.

## Історія
Згідно із законом від 28 вересня 2004 року № 65-оз належить до муніципального утворення Толмачовське міське поселення.

## Населення
| 1965 | 1997 | 2007 | 2010 |
| ---- | ---- | ---- | ---- |
| 138  | ↗157 | ↘11  | ↘0   |